# Elachiptera erythropleura
Elachiptera erythropleura är en tvåvingeart som beskrevs av Curtis W. Sabrosky 1948. Elachiptera erythropleura ingår i släktet Elachiptera och familjen fritflugor. Inga underarter finns listade i Catalogue of Life.